# Riddertoernooi
Het toernooi (Middelnederlands: tornooy, Oudfrans: tournei, van torneier (draaien) afgeleid), oorspronkelijk "hastiludium" of "hastilude" genoemd, wat letterlijk "spel met speren" betekende en waarbij gewapende ridders met zwaarden tegen elkaar vochten, is in de late middeleeuwen ontstaan als tijdverdrijf van ridders. Oorspronkelijk bestonden toernooien alleen uit een mêlée: een massaal gevecht. Later ontstond ook het steekspel waarbij men met uitgeholde en verzwakte houten lansen op elkaar inreed.
Het toernooi werd door herauten in goede banen geleid. De kerk heeft toernooien altijd streng afgekeurd, zozeer zelfs dat zij die in het strijdperk omkwamen, en dat gebeurde niet zelden, na 1130 geen kerkelijke begrafenis kregen.
Na 1300 werden de toernooien gedisciplineerder en minder gevaarlijk. De laatste mêlée werd in 1342 gehouden en maarschalken traden als scheidsrechters op.

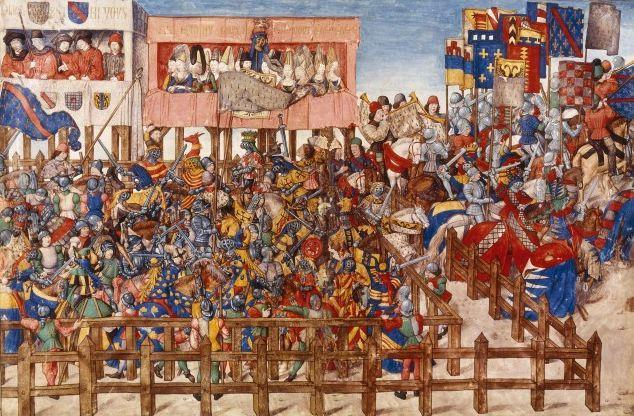
Mêlée op een middeleeuws toernooi.

## Ontstaan
Militaire spelen hebben een lange geschiedenis, maar de vroegste referenties naar het eigenlijke toernooi clusteren in de Nederlanden en Noord-Frankrijk rond het jaar 1100 (Picardië, Vlaanderen, Henegouwen, Brabant). Waarschijnlijk de eerste vermelding van het woord (torneamentum) komt uit wetgeving voor Valenciennes in 1114. Herman van Doornik beschrijft hoe graaf Hendrik III van Leuven in 1095 het leven liet bij een 'militair spel' in Doornik, wat blijkens de context ook al een toernooi moet zijn geweest. De eerste grote toernooivechter was de Vlaamse graaf Karel de Goede. Galbert van Brugge beschrijft hoe hij in de vroege jaren 1120 met een gevolg van tweehonderd ridders naar Normandië en Île-de-France reisde om glorie te behalen en zijn manschappen te trainen in tornationes. Het toernooi is dus een ontwikkeling van de hoge middeleeuwen. Er konden honderden of duizenden deelnemers zijn.

## Vaste onderdelen van het toernooi

### De uitnodigingen door de herauten
Vanwege de slechte verbindingen en lange voorbereiding moesten de deelnemers ruim tevoren worden opgeroepen. Voor het toernooi waren zeer kostbare wapens en uitrustingen nodig. De uitrusting kwam overeen met de belastingopbrengst van meerdere boerendorpen en een goed toernooipaard (een zware, sterke en goed opgeleide destriër) kostte vijfentwintig maal zoveel als een normaal paard.

### De schouw van de helmen en schilden
De heraut vroeg een bewijs van adeldom, dat wil zeggen dat de heraut naging of de voorouders van de deelnemer gerechtigd waren om aan toernooien deel te nemen. Het wapen en het helmteken moesten ook uniek zijn. De daarvoor door de herauten bijgehouden "wapenboeken" zijn een kostbare bron van kennis over vroege heraldiek. Was er iets niet in orde dan wierpen de persevants de helm over de drempel naar buiten.

### Het keuren van de paarden
De paarden werden gekeurd op hun gedrag en karakter, bijtende en schoppende dieren werden niet toegelaten. De ridders bereden alleen hengsten of ruinen.

### Het afleggen van de eed
De deelnemers legden een eed af waarin zij verklaarden dat zij zich aan het gezag van de scheidsrechters onderwierpen.

### Het toernooi zelf

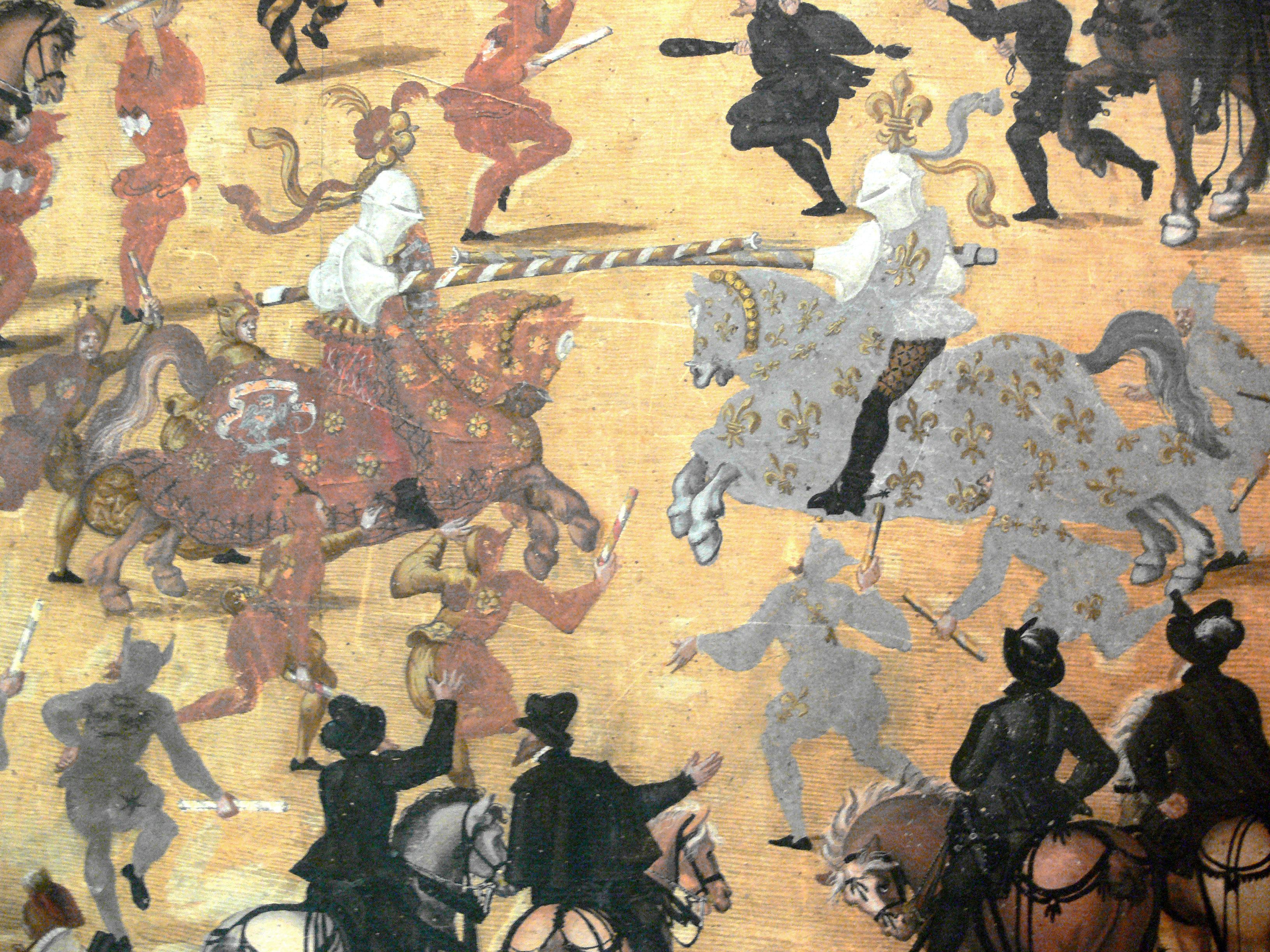

Een toernooi duurde vaak meerdere dagen en er werden verschillende evenementen georganiseerd. In de eerste toernooien werd er een veld afgezet en daarop werd een massale vechtpartij gehouden, waarbij allen tegen allen streden of partijen tegen elkaar vochten, hetgeen een mêlée werd genoemd. Zwaar gekwetsten of zelfs doden waren niet uitzonderlijk. In de loop der eeuwen werd Europa, en dus ook het toernooi, beschaafder. Daarbij was er sprake van een wisselwerking. De deelnemers aan het toernooi kwamen in aanraking met ridders die veel gereisd hadden en ook met de Europese koningen.
Afgezien van het steekspel werden er ook tweegevechten en schijngevechten door met botte wapens bewapende groepen ridders georganiseerd. De verliezer verloor vaak zijn wapenuitrusting en paard en werd soms de "gevangene" van de winnaar en kwam slechts tegen de betaling van een losgeld weer vrij. De beroemde ridder Willem de Maarschalk verwierf een fortuin door in zijn lange carrière het losgeld van vijfhonderd ridders te incasseren.
In de toernooien van de late middeleeuwen werd het steekspel steeds belangrijker.

### De prijsuitreiking
Uiteraard kreeg de winnaar van een toernooi een prijs. Deze werd op de laatste dag van het toernooi door de organisator uitgereikt. Maar de roem, evenals losgeld van de verslagen deelnemers, waren de belangrijkste stimulans om deel te nemen.

### De feestelijke maaltijd
Aan het einde van het toernooi werd een feestelijke maaltijd gehouden. In de loop der eeuwen werden ook deze maaltijden steeds meer gereglementeerd en ontstond er een uitgebreide etiquette. Om dergelijke feesten te kunnen organiseren werd in Den Haag, een der residenties van de graven van Holland, een ridderzaal met enorme keukens gebouwd. De zaal lag vlak bij het Haagse Tournooiveld, een naam die ook nu nog als straatnaam wordt gebruikt.
Op een dergelijke feestmaaltijd traden troubadours en goochelaars op.

## Beroemde toernooien

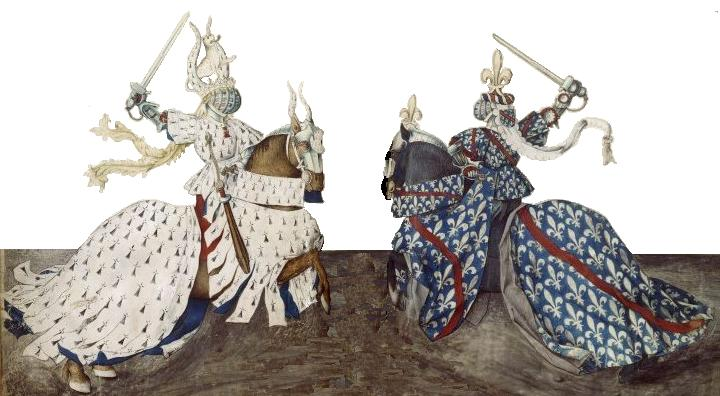
De hertogen van Bourbon (met de lelies) en Bretagne in tweegevecht

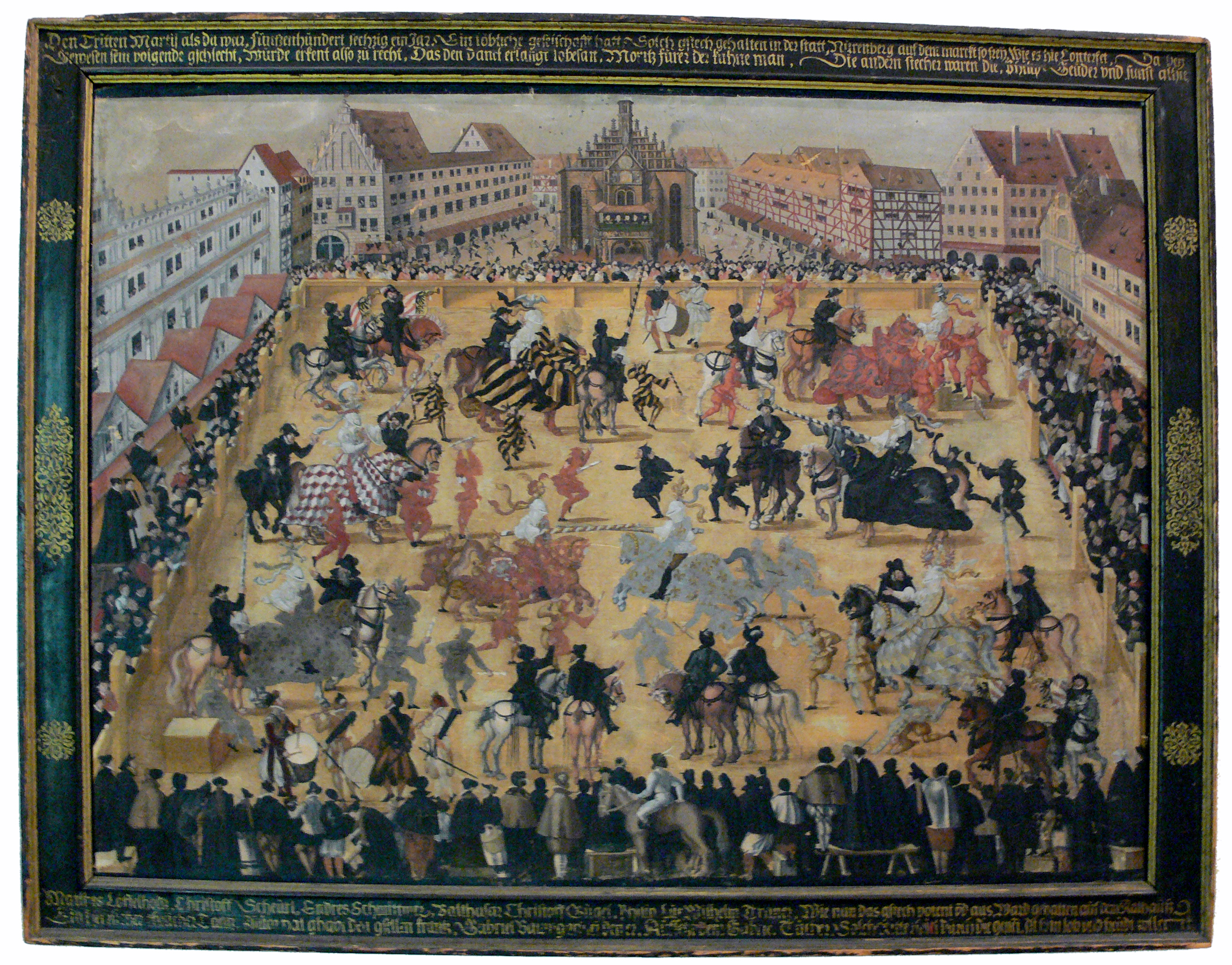
Gesellen-Stechen, Nürnberg, 1561

In 1098 hield Hendrik IV in Neurenberg een groot toernooi. Voor de ogen van 170 adellijke dames traden 13 vorsten, 29 graven, 13 baronnen, 68 ridders en 497 "edele heren" in het krijt.
De Orde van de Kousenband bestaat uit tweemaal twaalf ridders wat doet vermoeden dat de oprichter, koning Eduard III van Engeland, bij de oprichting in 1348 een toernooigezelschap in gedachten had.
Gaandeweg werd het toernooi steeds meer een beroepssport. Het buitmaken van het harnas van de tegenstander stond voor arme maar ambitieuze ridders voorop en het was hun te doen om roem en geld. Sommigen werden beroemd om hun vaardigheid in het toernooi en reisden daarvoor heel Europa af.
Koning René I van Anjou, een romanticus en een belangrijk kampioen van al wat hoofs en ridderlijk was, organiseerde diverse opzienbarende toernooien. In 1455 hield hij in Nancy een toernooi ter gelegenheid van het huwelijk van zijn dochter Margaretha met koning Hendrik VI van Engeland.
Dames kregen in deze toernooien, die vooral streng geregisseerde steekspelen waren, een steeds grotere rol toebedeeld. Men streed voor hún eer, was de kampioen van deze of gene dame, en ook het vervaardigen van gedichten en ander "hoofs" gedrag werd van de deelnemers verwacht.
In 1487 werd het laatste Duitse toernooi met steekspel gehouden in Worms.
In de plaats van de toernooien ontstonden carrousels waarbij de edelen op prachtig versierde paarden in formatie reden.
Het toernooi had zichzelf in 1518 overleefd. De wijze van oorlog voeren was sterk veranderd nadat de legers van de bereden ridders vernietigend waren verslagen door de boogschutters bij Crécy en de Zwitserse landsknechten bij Mürten. De herinnering is altijd blijven bestaan en leeft nog voort in folkloristische ruiterspelen als ringsteken en kufenstechen.
Het riddertoernooi was bij uitstek het schouwspel van hoofsheid, ridderlijkheid en heraldisch vertoon. Walter Scott (auteur van Ivanhoe) en de Hollywoodfilm hebben een geromantiseerd beeld van het late toernooi levend gehouden tot in onze tijd waarin acteurs weer toernooien uitvechten in shows voor een betalend publiek.

### Kronieken en eigentijdse geschriften
- Nicole DESPARS, Cronycke van den Lande en de Graefscepe van Vlaenderen, uitgave door J. A. De Jonghe, Brugge, 1837-1840.
- Ch. CUSTIS, De Jaerboecken van Brugge, Brugge, 1765.
- Chronique de Jacques de Lalaing. Oeuvres de Georges Chastelain, ed. H. Kervyn de Lettenhove, Brussel, 1866.
- A. DE LA SALE, Des anciens tournois et faicts d'armes, in: Traité du duel judiciaire, uitgave door Prost, Parijs, 1872.
- G. CHAUCER, The Canterbury Tales: the Knight's Tale uitgave Neville Coghill, Londen, 1951.
- René D'ANJOU, Le livre des tournois du Roi René de la Bibliothèque Nationale, met inleiding door F. Avril, Parijs, 1986.

### Werken
- J. HUIZINGA, Herfsttij der Middeleeuwen, Haarlem, 1919.
- R.W. BARBER & J. BAKER, Tournaments, Jousts, Chivalry and Pageants in the Middle Ages, New York, 1986.
- K. GEERTS, De spelende mens in de Boergondische Nederlanden, Brugge, 1987.
- R. BARBER en J. BARKER, Tournaments. Jousts, Chivalry and Pageants in the Middle Ages, 1989. ISBN 0851154700
- P. DE GRIJSE, Toernooien en steekspelen ten tijde van Lodewijk van Gruuthuse, in: Max Martens, Lodewijk van Gruuthuse, Brugge, 1992.
- E. VAN DEN NESTE, Tournois, joutes, pas d'armes dans les villes de Flandre à la fin du Moyen Âge, Parijs, Ecole des Chartes, 1996.
- Andries VAN DEN ABEELE, Het ridderlijk gezelschap van de Witte Beer. Steekspelen in Brugge tijdens de late Middeleeuwen, Brugge, 2000.
- A. BROWN, Urban jousts in the later Middle Ages: the White Bear of Bruges, in: Revue Belge de philologie et d'histoire, 2000.
- A. JANSSENS, Steekspelen en tornooien te Brugge. Ten tijde van Maximiliaan van Oostenrijk (1477-1487), het einde van de steekspelen van de Witte Beer, in: Brugs Ommeland, 2002.
- E. LECUPPRE-DESJARDIN, Les pas d'armes: relecture d'un imaginaire chevaleresque accessible à tous, in: La ville des cérémonies. Essai sur la communication politique dans les Pays-Bas bourguignons, Turnhout, Brepos, 2004.
- D. CROUCH, Tournament, 2005. ISBN 1852855312
- Andries VAN DEN ABEELE, De Wapenpas van de Betoverde Burcht, voorbode van de machtsgreep door Karel de Stoute, in: Handelingen van het Genootschap voor geschiedenis te Brugge, 2009.
- B. FRANKE, Les jeux chevaleresques, in: I. Mast e.a., Karel de Stoute, pracht en praal in Bourgondië, Brussel, 2009.

## Voetnoten
1. ↑  Crouch 2005, p. 5
2. ↑  Crouch 2005, p. 3
3. ↑  Crouch 2005, p. 3-4
4. ↑  Crouch 2005, p. 2

adelaar · Agnus Dei · alliantiewapen · andreaskruis · ankerkruis · armoriaal · baldakijn · barensteel · bezant · Bourgondisch kruis · brisure · cartouche · centaur · cordelière · dekkleed · dorpsvlag · dorpswapen· drieberg · dubbelkoppige adelaar · dwarsbalk · fleur de lis · fleuron · Friese adelaar · gaande leeuw · gecarteleerd · Gelderse leeuw · gepaald · gravenkroon · groot wapen · griffioen · hartschild · helmkroon · helmteken · heraldische kleur · herautstuk · hermelijn · hoed · Hollandse tuin · huismerk · Jeruzalemkruis · karbonkel · keizerskroon · keper · koek · kromstaf · kroon · krukkenkruis · kwartier · kwartileren · kwartierzoom · leeuw · markiezenkroon · merlet · molenijzer · motto · muurkroon · nassaublauw · natuurlijke kleur · Nederlandse leeuw · Nederlandse Maagd · ombrellino · ordeketen · palen · pentagram · pijlenbundel · raadselwapen · raaf · respectant · riddertoernooi · rijksbanier · rijkskleuren · rijksstandaard · rijkswapen · roos · Rudolfinische keizerskroon · Saksenros · Saladins Adelaar · scharlakenrood · schildhoofd · schildhouder · schildvoet · schildzoom · schoof · schuinbalk · schuinstreep sinister · sinister · sleutels van Petrus · socialistische heraldiek · sprekend wapen · stadskleuren · standaard · stedenmaagd · ster · tinctuur · vair · vermeerdering · vlag · vorstenhoed · vrijheidshoed · vrijkwartier · vrouwenwapen · wapen · wapenbelasting · Wapenboek Beyeren · Wapenboek Gelre · wapenbord · wapendiploma · wapendier · wapenkast · wapenkoning · wapenmantel · wapenrecht · wapenrol · wapenstier · wapentent · wassende en afnemende maan · Waterlandse zwaan · Westfriese boomwapens · wildeman · wolfsangel · wrong